# Hippuris vulgaris
Espèce
Classification phylogénétique
Statut de conservation UICN

 LC  : Préoccupation mineure
La Pesse vulgaire (Hippuris vulgaris) ou Pesse d'eau, est une espèce aquatique de plantes herbacées vivaces du genre Hippuris qui appartient à la famille des Plantaginaceae que l'on rencontre communément en Eurasie et dans certaines régions d'Amérique du Nord, dans les eaux peu profondes et non acides.

## Description

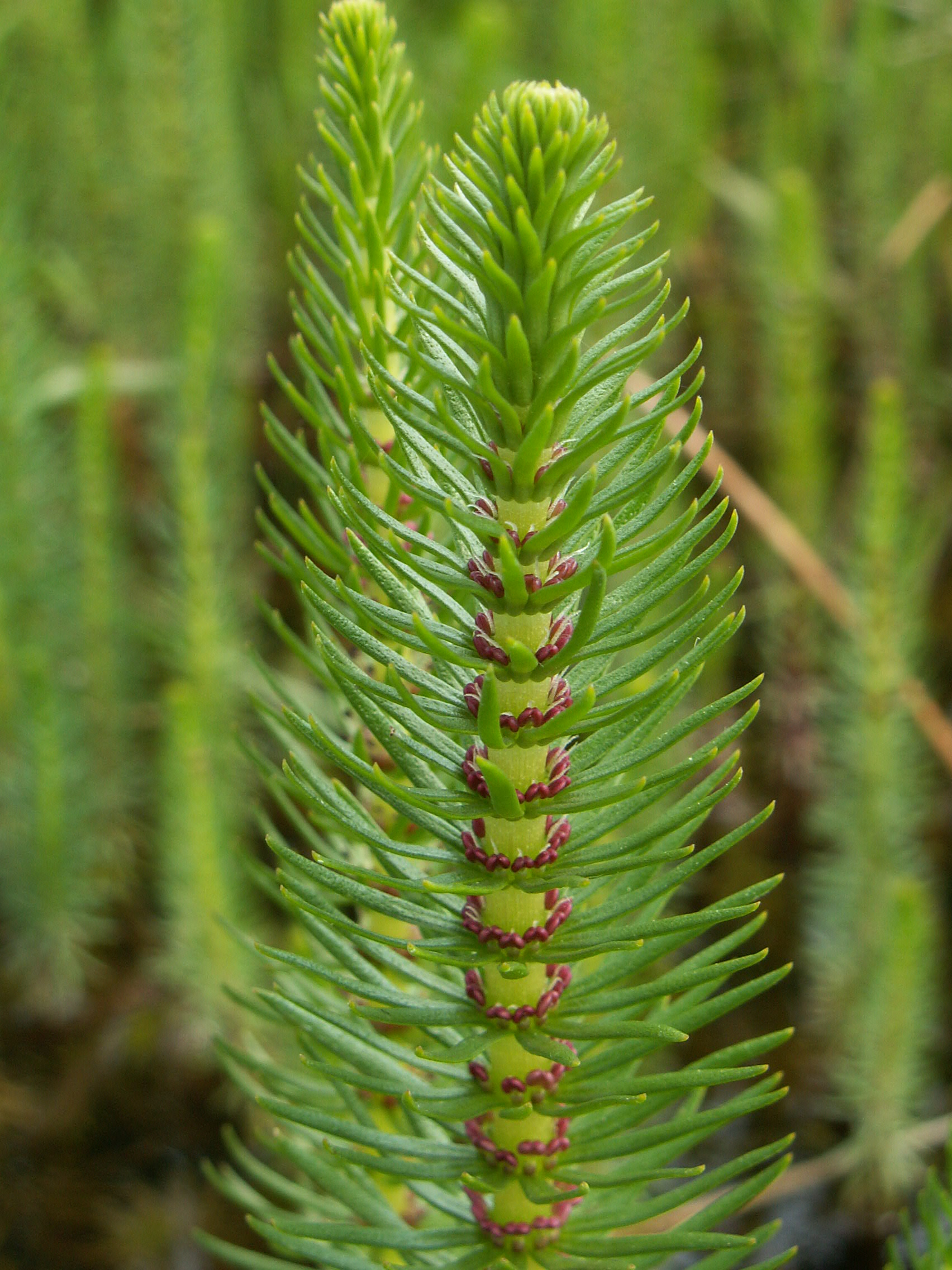
Détail des fleurs

Cette espèce rhizomateuse vit dans les eaux stagnantes ou les vasières et parfois dans de petits cours d'eau calcaire à très faible courant. Ses racines sont submergées, mais les tiges sont en grande partie hors de l'eau. Ses feuilles se présentent en verticilles de 6 à 12 ; celles qui sont émergées mesurent de 0,5 à 2,5 cm de longueur et jusqu'à 3 mm de largeur, tandis que celles qui sont émergées sont plus fines et plus longues, particulièrement dans les ruisseaux plus profonds. Ses tiges sont solides et non rameuses, souvent courbées. Elles peuvent mesurer jusqu'à 60 cm de hauteur, dont plus de la moitié est émergée. Ses minuscules fleurs dioïques d'un rouge brunâtre, qui fleurissent de juin à août, sont insignifiantes et toutes les plantes n'en produisent pas. Elles possèdent des sépales, mais pas de pétales, avec une seule étamine rouge. Son fruit elliptique de 2 à 3 mm se présente sous la forme d'un akène en longueur.

## Distribution
Hippuris vulgaris se rencontre dans les régions tempérées, plutôt montagneuses, ou froides (toundra) d'Europe et d'Asie, ainsi qu'au Groenland, en Alaska, au Canada et dans le nord-est des États-Unis,, et au sud du Chili.

## Utilisation
Les esquimaux d'Alaska mangeaient les jeunes feuilles de cette plante.